# Torrebonica
Torrebonica és un veïnat del municipi de Terrassa, situat a un parell de quilòmetres a l'est de la ciutat, vora el terme de Sabadell i dels terrenys de la Mancomunitat Sabadell-Terrassa. Es troba en una àrea boscosa i plana vora el Torrent de la Batzuca, tributari del riu Sec, i s'hi accedeix per un trencall de la N-150, o carretera de Montcada, que també duu a l'Hospital de Terrassa. Està limitat al nord per la via del tren Barcelona-Manresa – on hi ha el baixador de Torrebonica, actualment sense servei –, més enllà de la qual s'estenen els plans de Can Bonvilar.
Segons el cens del 2007, dues persones hi tenien la residència permanent.
Té l'origen en el sanatori de tuberculosos Mare de Déu de Montserrat creat el 1911, anomenat popularment la Casa de Torrebonica, al voltant del qual s'hi van desenvolupar diversos horts i s'hi van aixecar algunes cases. El sanatori es va construir a l'antic mas de Can Viver de Torrebonica, que fou modificat per Josep Domènech i Mansana per als nous usos hospitalaris. Tots aquests terrenys van ser cedits a l'Obra Social de la Caixa el 1922 i, un cop el sanatori va deixar de funcionar, el 1999 l'Ajuntament de Terrassa els va requalificar i van ser adquirits l'any 2000 pel Reial Club de Golf El Prat, que hi ha construït les seves noves instal·lacions, ja que la seu original era als terrenys on ara hi ha la tercera pista de l'aeroport del Prat.
El camp de golf de Torrebonica i Can Bonvilar, de 270 hectàrees, vol ser el més gran d'Europa i té projectada la creació d'una urbanització de luxe i un vial d'accés propi amb entrada des de l'autopista C-58. El projecte va desencadenar fortes protestes a tot el Vallès per part de grups ecologistes i ciutadans, ja que paral·lelament l'Ajuntament de Terrassa va fer una requalificació dels terrenys dels voltants de Torrebonica, que de rurals van passar a ser considerats urbanitzables. De resultes de tot plegat, tot i que el camp de golf ja està en funcionament, en el moment de la seva inauguració oficial, l'any 2004, encara tenia pendents diversos contenciosos administratius i expedients sancionadors que dificultaven la consecució del projecte inicial.
El 2010 la Fundació Sant Llàtzer de Terrassa va comprar la finca de Torrebonica a la Caixa, on és previst de fer-hi el campus universitari de ciències de la salut del Consorci Sanitari de Terrassa.